# Mémoires d'une survivante
Mémoires d'une survivante (titre original en anglais : Memoirs of a Survivor) est un roman britannique de Doris Lessing paru en 1974 et publié en français en 1982. Il a été adapté au cinéma en 1981.

## Intrigue
L'histoire se déroule dans un futur proche en Grande-Bretagne où la société s'est effondrée à la suite d'une catastrophe non spécifiée, baptisée « La Crise ». La société nouvelle qui émerge après l'effondrement conserve de nombreuses caractéristiques de l'ancien monde, mais elle est fondamentalement différente. Ce qui sert de gouvernement dans la nation d'après-crise est incapable de consolider son autorité et exerce peu de contrôle sur le peuple. Les informations peuvent être entendues et l'ordre public est maintenu par des justiciers et une poignée de policiers. L'éducation existe pour ceux qui passent pour les survivants les plus riches, tandis que les écoles pour les plus pauvres sont conçues comme des institutions militaires dans le but de contrôler la population. Une activité commerciale limitée se poursuit, mais de longues recherches sont nécessaires pour pouvoir obtenir des biens rares.